# Marksbury
Marksbury est un petit village et une paroisse civile dans le comté du Somerset dans le Sud-Ouest de l'Angleterre. Il est situé à environ 6,4 km de Keynsham et 11,3 km de Bath sur la route A39 (en) au carrefour avec la route A368 (en). La paroisse, qui inclut les villages de Hunstrete (en) et de Stanton Prior (en), a une population de 397 habitants.

## Annexe